# Трехерн (Манитоба)
Трехерн (енгл. Treherne) је варошица у јужном делу канадске провинције Манитоба и део је географско-статистичке регије Централне равнице. Варош се налази на половини пута између Винипега и Брандона на деоници провинцијског ауто-пута 2.
Према резултатима пописа становништва из 2011. у варошици је живело 616 становника у 313 домаћинства, што је за 4,6% мање у односу на 646 житеља колико је регистровано приликом пописа 2006. године.

## Становништво
| 2011. | 2016. | 2021. |
| ----- | ----- | ----- |
| 616   | 615   | 650   |